# 阿诺涅圣雷米
阿诺涅圣雷米（法語：Hannogne-Saint-Rémy，法語發音：[anɔɲ sɛ̃ ʁemi]）是法国大東部大區阿登省的一个市镇，属于勒泰勒区。

## 地理
阿诺涅圣雷米（49°36'18"N, 4°8'14"E）面积18.09 平方千米，位于法国大東部大區阿登省，该省份为法国北部内陆省份，西接埃纳省，南至马恩省，东临默兹省，北与比利时接壤。
与阿诺涅圣雷米接壤的市镇（或旧市镇、城区）包括：巴诺涅-勒库夫朗斯、圣费尔热、小圣康坦、瑟兰库尔。

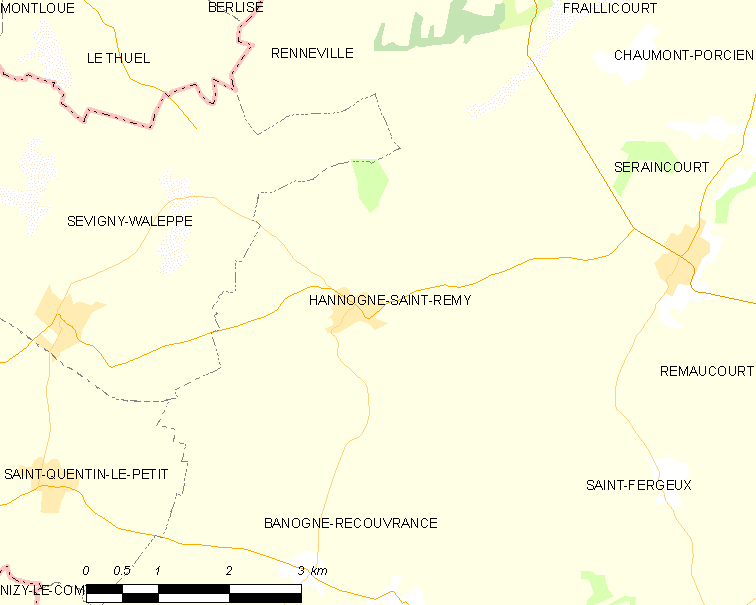
阿诺涅圣雷米的OSM定位图

阿诺涅圣雷米的时区为UTC+01:00、UTC+02:00（夏令时）。

## 行政
阿诺涅圣雷米的邮政编码为08220，INSEE市镇编码为08210。

## 政治
阿诺涅圣雷米所属的省级选区为波尔西安堡县。

## 人口

1962-2008年间阿诺涅圣雷米人口变化图示

阿诺涅圣雷米于2022年1月1日时的人口数量为111人。